# Сен-Мало (округ)
Сен-Мало (фр. Saint-Malo) — округ (фр. Arrondissement) во Франции, один из округов в регионе Бретань. Департамент округа — Иль и Вилен. Супрефектура — Сен-Мало.
Население округа на 2018 год составляло 168 153 человека. Плотность населения составляет 156 чел./км². Площадь округа составляет 1078,14 км².

## Состав
Кантоны округа Сен-Мало (с 1 января 2017 года):
- Доль-де-Бретань
- Комбур
- Мелес (частично)
- Сен-Мало-1
- Сен-Мало-2

Кантоны округа Сен-Мало (с 22 марта 2015 года по 31 декабря 2016 года):
- Доль-де-Бретань
- Комбур (частично)
- Сен-Мало-1
- Сен-Мало-2

Кантоны округа Сен-Мало (до 22 марта 2015 года):
- Динар
- Доль-де-Бретань
- Канкаль
- Комбур
- Плен-Фужер
- Тентеньяк
- Сен-Мало-Нор
- Сен-Мало-Сюд
- Шатонёф-д’Иль-э-Вилен